# Alekséi Skvortsov
Alekséi Konstantínovich Skvortsov (1920 - 2008) fue un eminente botánico y explorador ruso; y autor de numerosos artículos
Fue editor de la revista Priroda (Naturaleza); de 1971 a 2005. Y autor de populares artículos de Botánica, Biología evolutiva, y Darwinismo. Un botánico de vasta erudidión, Skvortsov fue un supervisor e importante contribuyente a muchas floras regionales, e incansable colector de especímenes vegetales. Al menos 80.000 muestras clasificadas reunió mientras caminaba por todos los rincones de la Unión Soviética, incluyendo las más remotas regiones de Rusia y ex repúblicas. También exploró otros países, norte y centro de Europa, Estados Unidos, India, China. Logró establecer el Herbario del Jardín botánico de Moscú como el depositorio central y con un enorme intercambio con Programas extranjeros.
En IPNI existe un registro de 114 especies identificadas y nombradas por Skvortsov.

## Honores

### Epónimos
- Festuca skvortsovii E.B.Alexeev[2]
- Salix alexi-skvortsovii A.P.Khokhr. [3]
- Legousia skvortsovii Proskur.
- Circaea × skvortsovii Boufford[4]
- Potamogeton skvortsovii Klinkova[5]
- Poa skvortzovii Prob., et al.